# Tour da Estónia
O Tour da Estónia (oficialmente:Tour of Estonia), é uma carreira ciclista profissional por etapas que se disputa na Estónia, no mês de maio.
A sua primeira edição foi em 2013 depois de fundir-se as duas carreiras de um dia profissionais do país (o Grande Prêmio Tallin-Tartu e o Grande Prêmio Tartu) pertencendo ao UCI Europe Tour, dentro da categoria 2.1.

## Palmarés
| Ano  | Vencedor             | Segundo            | Terceiro               |           |
| ---- | -------------------- | ------------------ | ---------------------- | --------- |
| 2013 | Gert Jõeäär          | Fredrik Ludvigsson | Stefan Schumacher      |           |
| 2014 | Eduard-Michael Grosu | Adrian Kurek       | Emīls Liepiņš          |           |
| 2015 | Martin Laas          | Ioannis Tamouridis | Gustav Höög            |           |
| 2016 | Grzegorz Stępniak    | Roman Maikin       | Mihkel Räim            |           |
| 2017 | Karl Patrick Lauk    | Deins Kaņepējs     | Paweł Franczak         |           |
| 2018 | Grzegorz Stępniak    | Andreas Stokbro    | Siarhei Papok          |           |
| 2019 | Mihkel Räim          | Matthias Brändle   | Rudy Barbier           |           |
| 2020 | cancelado            | cancelado          | cancelado              | cancelado |
| 2021 | Karl Patrick Lauk    | Martin Laas        | Polychrónis Tzortzákis |           |
| 2022 | Evaldas Šiškevičius  | Norman Vahtra      | Kaden Groves           |           |
| 2023 | Rasmus Bøgh Wallin   | Matias Malmberg    | Norman Vahtra          |           |
| 2024 | Siim Kiskonen        | Karl Patrick Lauk  | Rait Ärm               |           |
| 2025 |                      |                    |                        |           |

## Palmarés por países
| País    | Vitórias |
| ------- | -------- |
| Estónia | 4        |
| Polónia | 2        |
| Roménia | 1        |